# Karatau
Karatau (Қаратау en kazakh) és una ciutat situada a la regió del riu Talas a la província de Jàmbil, al sud del Kazakhstan. Té una població estimada d'uns 30.000 habitants. La major ciutat pròxima a Karatau, Taraz, es troba aproximadament a uns 100 km al sud-oest. Està situada en un dels trajectes de l'antiga Ruta de la Seda.

## Nom
El nom  Karatau  vol dir  Muntanya Negra  en kazakh. Karatau va rebre el seu nom de la serralada muntanyosa de Karatau, situada a les proximitats.